# مستر أولمبيا 1972
بطولة مستر أولمبيا 1972 هي النسخة الثامنة من بطولة مستر أولمبيا للمحترفين بكمال الأجسام، أقيمت نهائياتها في 29 سبتمبر 1972، بمدينة إيسن الألمانية.

## نظرة عامة
فاز بالمنافسة هذا العام النمساوي أرنولد شوارزنيجر.

## النتائج الكاملة
| المركز | الاسم            | الدولة           |
| ------ | ---------------- | ---------------- |
| 1      | أرنولد شوارزنيجر | النمسا           |
| 2      | سيرجيو أوليفا    | كوبا             |
| 3      | سيرج نوبريه      | فرنسا            |
| 4      | فرانك زين        | الولايات المتحدة |
| 5      | فرانكو كولومبو   | إيطاليا          |

 = يحمل لقب مستر أولمبيا من سنوات سابقة.